# Лухта
Лухта — река в России, протекает по Грязовецкому району Вологодской области. Устье реки находится в 17 км от устья реки Комёлы по правому берегу. Длина реки составляет 31 км, площадь водосборного бассейна — 278 км².
Берёт начало на северо-восточных окраинах Грязовца. Генеральное направление течения — на север. Протекает деревни Бурцево, Климово, Шевяково, Галкино, Мичурино, (Перцевское муниципальное образование); Прокунино, Хорошево, Малое Костино, Большое Костино, Арефино, Андрейково (Комьянское муниципальное образование).
Притоки: Малыговка, Волосовка (левые); Комья (правый). Комья, крупнейший приток Лухты, впадает в неё в 3 км от устья в черте деревни Арефино.

## Данные водного реестра
По данным государственного водного реестра России относится к Двинско-Печорскому бассейновому округу, водохозяйственный участок реки — Северная Двина от начала реки до впадения реки Вычегда, без рек Юг и Сухона (от истока до Кубенского гидроузла), речной подбассейн реки — Сухона. Речной бассейн реки — Северная Двина.
Код объекта в государственном водном реестре — 03020100312103000006899.

### Притоки
(указано расстояние от устья)
- 3 км: река Комья (пр)
- 10 км: река Волосовка (лв)